# Бадирова, Татьяна Багратовна
Бадирова Татьяна Багратовна (10 июня 1922, Москва, СССР — 19 августа 2008, там же) — азербайджанская оперная певица (сопрано). Заслуженная артистка Азербайджанской ССР.

## Биография
Бадирова Татьяна Багратовна родилась 10 июня 1922 года в городе Москве.
В 1925 году вместе с родителями переезжает жить в город Баку
В 1939 году зачислена в качестве артистки балета в Азербайджанский театр оперы и балета.
В 1944 году поступает в Бакинское музыкальное училище.
C 1944 года перешла в состав солистов оперы.
Дебютировала на оперной сцене в партии Нигяр в опере Узеира Гаджибекова Кер-оглы в феврале 1945 года.
В 1947 году принимала участие в первом  Всемирном международном молодёжном фестивале в Праге.
В 1952 году певица поступает в Азербайджанскую государственную консерваторию.
В 1962 году поступает на Высшие режиссёрские курсы при ГИТИС, затем проходит стажировку в Ленинграде у Товстоногова и Акимова.
В 1962—1963 годах вокалистка Всероссийского гастрольно-концертного объединения.
С 1963 по 1966 год педагог вокала в Бакинском музыкальном училище имени Асафа Зейналлы.
В 1966—1978 годах солистка оперы в Азербайджанском государственном академическом театре оперы и балета им. М. Ф. Ахундова.
В 1978—1990 годах работает на кафедре вокала в АзГИИ им М. А. Алиева (Азербайджанский государственный институт искусств).
В 1979 году удостоена звания Ветеран Труда.
C 1983 года доцент кафедры вокала в Азербайджанском театральном институте имени М. А. Алиева.
В 1986 году Бадировой Т. Б. выполнена научная работа, посвященная 150 летию со дня гибели А. С. Пушкина — подготовлена лекция с аннотациями малоизвестных и неизвестных произведений на слова поэта.
В период с 1990 года по 2006 год занималась преподавательской деятельностью в Высшем театральном училище имени Б. В. Щукина.
Скончалась 19 августа 2008 года в городе Москве РФ.

## Творчество
Творческая палитра заслуженной артистки Азербайджанской ССР Татьяны Бадировой пестра и разнообразна. Она с блеском выступала как в трагедийных, так и комедийных жанрах, создав более 40 сценических образов. Среди них Леонора («Трубадур» Дж. Верди), Дездемона(«Отелло» Дж. Верди), Недда («Паяцы» Леонковалло), Земфира («Алеко» C. Рахманинова), Ольга («Русалка» А. Даргомыжского), Мими («Богема» Дж. Пуччини), Татьяна («Евгений Онегин» П. И. Чайковского), Флория Тоска («Тоска» Дж. Пуччини)